# 荔浦中学
荔浦市荔浦中学，通稱荔浦中学，是中華人民共和國广西壮族自治区桂林市荔浦市一所全日制、寄宿制公办示範性普通高中，位在该市市区东隅长生岭。

## 歷史沿革
学校办学历史始于民国8年（1919年）4月15日在荔浦县两等小学校成立的附设初中班，当年，该班开始招收四年制中学生。1926年，学校扩大招生规模，并于1928年更名为荔浦县立初级中学:775。1949年，中华人民共和国成立后，学校与荔浦简易师范合并，开设初中8个班以及2个简易师范班；1953年，学校增设高等中学班:778，以后又合并了同县修仁中学高中班:775。在大跃进以及文化大革命期间，学校正常教学秩序一度受到冲击，直到文化大革命结束后才得以恢复。1978年，该校成为桂林地區的重点中学，建制延续至今，学校仍为荔浦市主要的高级中学之一，并已经被广西壮族自治区教育厅评为“广西示范性高中”。